# Wolfgang Maas
Wolfgang Maas (* 13. November 1929 in Bremen) ist ein deutscher Politiker (CDU) und war Mitglied der Bremischen Bürgerschaft. 

## Biografie
Maas war als selbstständiger Einzelhandelskaufmann in der Bremer Neustadt tätig. 
Er wurde Mitglied der CDU. Er war seit 1967 in der Deputation für das Berufsschulwesen und von 1971 bis 1975  Mitglied der 7. und 8. Bremischen Bürgerschaft und dort Mitglied verschiedener Deputationen.